# هارون بن مشعل
هارون بن مشعل يهودي مغربي، وتاجر حكم منطقة تازة. قضى عليه الرشيد بن الشريف واستولى على أمواله سنة 1659/ 1660م.

## مسيرته
ولد هارون في مدينة وجدة، وسط عائلة يهودية لها خبرة كبيرة في التجارة، فورث عن عائلته الثروة والمجد، هذه الثروة جعلته حاكما لمنطقة تازة، فشيد قصر بمستوى مقر إمارة، الإشارات التاريخية تختلف في تحديد موقعه، هل في ارشيدة أو بني يزناسن في شرق وهناك من يموقعها على بعد 12 كلومتر من تازة.
حكم منطقة تازة في فترة حرجة من تاريخ المغرب، تزامنت مع بداية عهد الدولة العلوية، حيث كانت البلاد تعيش زمن فوضى وسيبة في المغرب المشتت بين العلويين والدلائيين والسملاليين وحركة العياشي والخضر غيلان الجهادية، وقراصنة بورقراق.

### سيطرته على تازة
فخضعت لابن مشعل مدينة تازة خضوعا مطلقا، لماله الوفير الذي مكنه من شراء العتاد والأسلحة وحتى ضمائر الرجال.
يروي المؤرخون في كتبهم أنه كان طاغية. فكثر أعداؤه حتى من كبار التجار اليهود في تازة، الذين رغبوا في تقديم المال والعتاد من أجل القضاء عليه.
وبلغ جبروته، حسب أسطورة نقلتها الروايات التاريخية، أنه كان يجبر القبائل على أن تهديه فتاة مسلمة عذراء في كل سنة، ففي كل عيد حصاد يهودي، تختار تلك القبائل المحيطة بتازة أجمل فتياتها العذارى وتقدمها هدية له مقابل شراء الأمن والأمان منه. وكان مستهلكا يوميا للماحيا، ويقدمها لضيوفه في قصره الفخم بقلب المدينة.
كان يستعين بابنته «زليخا» كمترجمة للوفود الأوروبية التي كانت تزوره في قصره، حيث كانت تتقن العبرية، والفرنسية والإسبانية والإنجليزية، وطبعا اللغة العربية واللهجة المغربية. 

### دخول العلويين
افتقر الرشيد بن الشريف للموارد المالية لتمويل حملاته العسكرية، من أجل احتلال مدينة فاس، فبدا بالتخطيط لقتل ابن مشعل والاستيلاء على أملاكه. تختلف وتتضارب الراويات حول طريقة مقتل ابن مشعل.
وحسب رواية، استعان السلطان بطلبة في زاوية الشيخ الواطي الموجودة بمدينة تازة، أصبح طقسا سنويا وهو ما يعرف باسم «عيد سلطان الطلبة»، حيث يحتفي الطلبة بسلطان منهم عدة أيام، إحياء لقصة القضاء على طاغية تازة اليهودي، لتخليص ساكنة تازة منه.

بعد مقتل ابن مشعل شكلت أملاك ابن مشعل عاملا حاسما في تجهيز جيش المولى رشيد ليستولي على مدينة فاس، وعزز جانبه العسكري لمجابهة أخيه المولى محمد وانتصر عليه في معركة أنكاد قرب وجدة سنة 1664.